# چارلز گودل
چارلز گودل (به انگلیسی: Charles Goodell) سناتور سابق عضو حزب جمهوری‌خواه ایالات متحده آمریکا بود. وی در سال ۱۹۶۸ تا ۱۹۷۱ میلادی سناتور ایالت نیویورک در سنای ایالات متحده آمریکا بود.